# Quartzo sintético

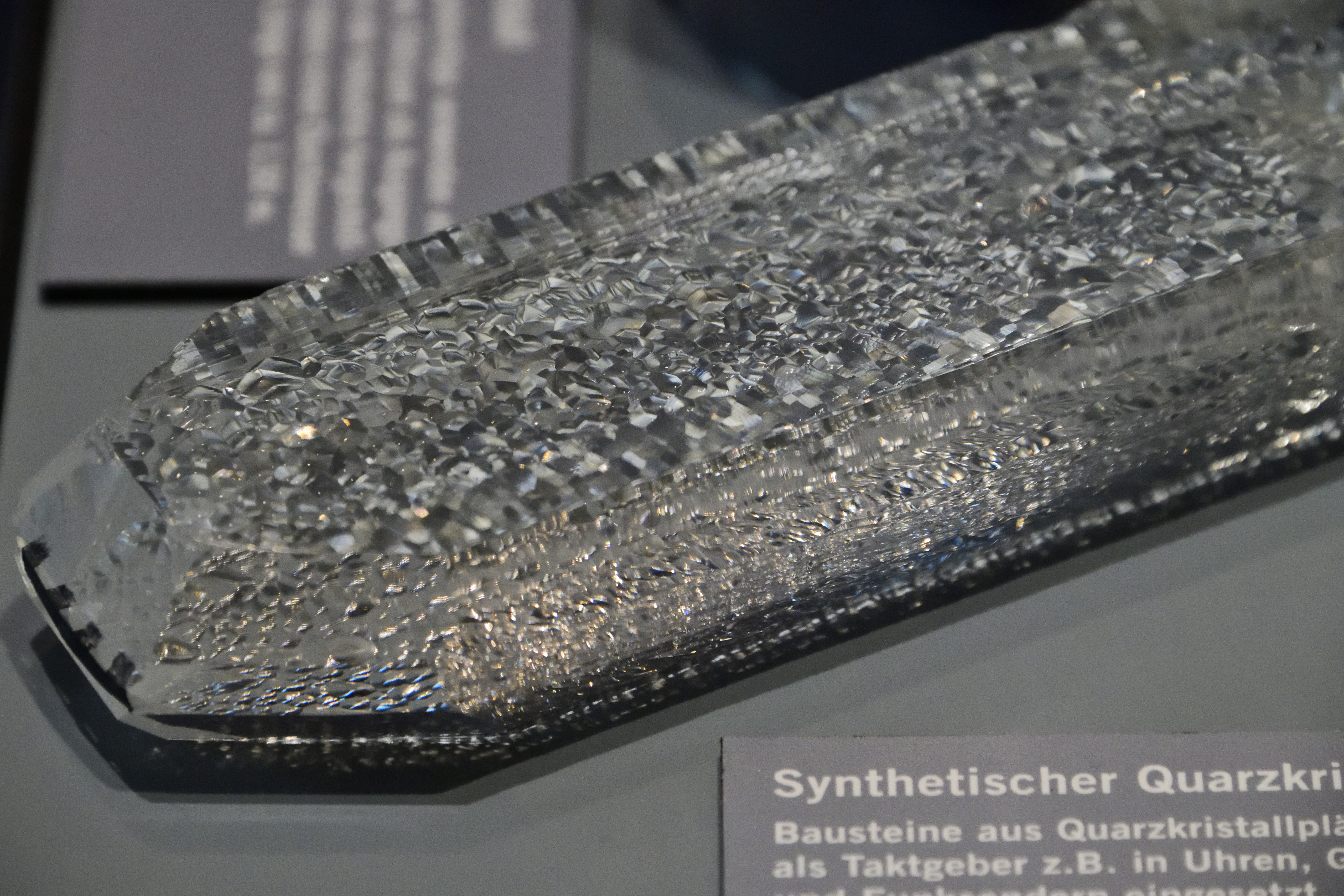

O quartzo é um dos mais extraordinários materiais usados na indústria e em pesquisa. Devido a uma combinação de inúmeras propriedades especificas não disponíveis em outros materiais, o vidro de quartzo abriu caminhos para muitas aplicações high-techs. Exemplos são a fabricação de microchips e microprocessadores, tecnologia moderna de lasers e tratamento de água com lâmpadas de ultravioleta.

## História
O vidro de quartzo foi desenvolvido por volta de 1899 através do processo de fundição de rochas de cristal com auxilio de maçarico oxihidrogênico pelo Dr. Richard Küch.

## Características
Este tipo de vidro é relativamente isento de bolhas e são três as principais características para muitas aplicações: pureza, luz e aquecimento.
Alta resistência e pureza química.
Alta resistência térmica e temperatura de derretimento ( +/-1300°C ).
Baixa expansão térmica com alta resistência a choque térmico.
Alta transparência da faixa espectral do ultravioleta ao infravermelho.
Alta resistência a radiação.

Tipos de fabricação:
Fusão elétrica, fusão por chama, fusão de sílica sintética.

## Aplicações
Cada necessidade tem uma matéria-prima especifica e um formato customizado, algumas estão indicadas a seguir: Proteção de lâmpadas UV e IR, indústria farmacêutica e química, telecomunicações e comunicações, cosmética, dental e médica, engenharia e ambientes protegidos, analíticos e laboratórios, indústria de luz e lâmpadas especiais, tecnologia de processo, controle e monitoramento, microlitrografia, indústria laser e ótica, fibra ótica, indústria de impressão, pesquisa e desenvolvimento, indústria de semicondutores, indústria fotovoltaica e solar.

## Produtos
Visores, tubos, lingotes, tarugos, placas, lãs, discos sinterizados, formas geométricas customizadas (bidestiladores, cadinho, cápsula, cubeta e reatores), opacos ou transparentes.